# Ватсьяяна Малланага
Малланага Ватсьяяна (санскр. ? वात्स्यायन, IAST: Vātsyāyana) — индийский философ и учёный, получивший известность как автор трактата «Камасутра».
О самом Ватсьяяне известно крайне мало, точно не определён даже век (впрочем, такова проблема всей ранней индийской хронологии), известно лишь, что он жил в эпоху Гуптов (III—VI вв. нашей эры). Датировать время его жизни помогают косвенные указания в тексте на исторические события (так, он описал убийство царём Сатакарни своей жены из-за страсти), а также связь «Камасутры» с трудами предшественников и позднейших индийских авторов. Ватсьяяна — фамильное прозвище, личное имя — Малланага. Традиция говорит о нём как об аскете-молчальнике.
Ватсьяяна на языке санскрит написал трактат «Камасутра», являющийся первым сохранившимся древнеиндийским пособием по наслаждению проявлением любовного чувства (кама); наиболее известен в массовой культуре детальный раздел этого трактата о сексуальных позициях, однако значительная часть текста посвящена общей философии и психологии отношений между полами, наставлениям об ухаживании за девушками, жизни в браке, внебрачных отношениях.
Ему также приписывается комментарий к трактату философской школы ньяя.